# 양정운
양정운(2001년 5월 14일 ~ )는 대한민국의 축구 선수로, 포지션은 윙어이다. 현재 K리그2 FC 안양 소속이다.